# Ярославский мушкетёрский полк
Яросла́вский мушкетёрский полк — один из регулярных пехотных полков Русской императорской армии.

## История
Ярославский пехотный полк был сформирован 6 июля 1790 года из двух батальонов упразднённого Санкт-Петербургского гренадерского полка.
Затем полк был превращён в мушкетёрский, его шефом после вступления на престол Павла I был назначен с 3 декабря 1796 года М. В. Гудович.
Он состоял из 1 гренадерского и 2 мушкетёрских батальонов. В 1811 году, перед Отечественной войной 1812 года он был переименован в пехотный, как и все прочие мушкетёрские полки русской армии.
Полк был расформирован 28 января 1823 года и присоединён к Владимирскому пехотному полку.

## Места дислокации
1820- Переяславль Залесский. Второй батальон полка находился в Слободско-Украинской губернии при поселенной 2-й Уланской дивизии (Ярославский пехотный полк в составе 13-й пехотной дивизии).

## Шефы полка
С 24 сентября 1797 года шефом полка стал М. З. Дурасов и с 31 октября 1798 года он стал именоваться по его имени — «генерал-майора Дурасова полк». С 11 октября 1799 года он был назван по имени нового шефа: «мушкетёрский генерал-майора Ласунского 1-го полк». С 31 марта 1801 года полк стал называться Ярославским мушкётерским полком. Затем шефами полка были: Л. Ф. Мальтиц (01.01.1802—15.11.1805); Ф. Ф. Левиз (15.11.1805—30.05.1811); И. К. Соколовский (09.06.1811—01.09.1814).

## Командиры полка
- ? — 19.03.1798: подполковник Фомин
- 16.05.1798 — 04.05.1802: майор (с 15.10.1799 подполковник) Кочергин, Николай Иванович.
- 04.09.1803 — 03.03.1804: подполковник Багговут, Иван Фёдорович.
- 01.05.1804 — 09.06.1811: подполковник (с 23.04.1806 полковник) Соколовский, Иосиф Карлович.
- 20.08.1813 — 06.08.1816: подполковник Беренгоршт, Христофор Христофорович.
- 06.08.1816 — 04.03.1821: полковник Аргамаков, Николай Андреевич (4-й)[3].
- 12.03.1821 — 24.06.1821: подполковник Достанич.
- 24.06.1821 — 06.12.1826: подполковник (полковник) Граббе 2-й.
- 01.03.1833 — 21.04.1833: полковник Щелканов.